# Remembering Leadbelly
Remembering Leadbelly è il diciassettesimo ed ultimo album di Long John Baldry, pubblicato nel 2002 dalla Stony Plain Records.
È una raccolta di cover di brani di Leadbelly, e include interviste a Baldry e a Alan Lomax, coautore della traccia 6.

## Tracce
1. Lining Track - 1:51
2. Gallows Pole - 2:44
3. Midnight Special - 3:30
4. Take This Hammer - 3:32
5. Rock Island Line - 2:52
6. Good Morning Blues (Leadbelly, Alan Lomax) - 3:47
7. Go Down Old Hannah - 0:55
8. Birmingham Jail - 2:54
9. Here Rattler - 2:15
10. Easy Rider Blues - 3:10
11. We're in the Same Boat Brother - 3:34
12. John Hardy - 2:31
13. Digging My Potatoes  - 3:13
14. On a Christmas Day - 2:52
15. Oh Mary Don't You Weep - 2:36
16. We Shall Walk Through the Valley - 5:42

Bonus track
1. Alan Lomax Interview - 6:26
2. Long John Baldry Interview - 6:36